# Regulação de CDBCs
A regulação de CBDCs (Central Bank Digital Curriencies), em português “Moedas Digitais de Banco Central” compreende diretrizes para o uso seguro e eficiente dessa tecnologia. As CBDCs são a manifestação digital da moeda fiduciária de um país. Apesar de serem emitidas pela autoridade monetária, a efetiva regulamentação das CBDCs é essencial para garantir a estabilidade financeira, promover inovação e evitar crimes financeiros, como lavagem de dinheiro e financiamento ao terrorismo.
No Brasil, o Banco Central possui competência para decidir sobre a política monetária, conforme, Lei Complementar nº. 179/2021 e Lei nº. 4.595/1964. Contudo, é considerada recomendável a edição de lei específica para a regulação de CBDC, para assegurar maior legitimidade a essa tecnologia.
A regulação de CBDCs enfrenta diversas críticas no mundo todo, sendo as principais delas: 
- Preocupações de que a regulação possa levar a uma centralização excessiva do controle financeiro nas mãos de governos.[5]
- Aumento de dependência de sistemas centralizados e aumento a vulnerabilidade a falhas e ataques cibernéticos, além de riscos à privacidade do usuário.[5]
- Resistência política e social, especialmente em países com desconfiança em relação às instituições governamentais.[6]Essa resistência pode dificultar a adoção e o sucesso de tais moedas digitais.
- Outro ponto relevante é a interoperabilidade das CBDCs com sistemas financeiros tradicionais e outras moedas digitais. A regulação deve garantir que as CBDCs funcionem de forma harmoniosa com as infraestruturas existentes.[7]
- Por fim, a regulação deve considerar o impacto das CBDCs na política monetária e estabilidade econômica. É importante avaliar como essas moedas afetam o controle da oferta monetária e a condução de políticas econômicas.[1]
- A utilização de tecnologias de anonimização e técnicas de criptografia é considerada essencial para proteger a identidade dos usuários de CBDCs. Esses métodos devem ser cuidadosamente desenhados para preservar a segurança dos usuários e o sigilo bancário.[8]
- Por fim, as legislações sobre proteção de dados existentes, como o Regulamento Geral sobre a Proteção de Dados (GDPR) na União Europeia e a Lei Geral de Proteção de Dados (LGPD) no Brasil podem ser revisitados e possivelmente adaptados para abordar os desafios específicos apresentados pelas CBDCs.

São apontados também benefícios na regulação de CBDCs, notadamente:
- Modernização do sistema de pagamentos, em razão do declínio no uso do dinheiro físico no mundo nos últimos anos.[9]
- Criação de versão digital da moeda de curso forçado de um país, seguindo a tendência das moedas digitais privadas.[9]
- Aumento da eficiência do mercado de pagamentos[1] possibilitando pagamentos diretos e automáticos.
- Promoção de inclusão financeira, facilitando o acesso a serviços bancários, especialmente em regiões com infraestrutura financeira limitada.[1]
- Aumento da segurança e da transparência das transações financeiras. Como são digitais e registradas em tecnologias como blockchains, podem reduzir o risco de fraude, lavagem de dinheiro e financiamento ao terrorismo.[2]

As moedas digitais de banco central, apesar de estarem em discussão em diversos países, são um modelo incipiente, que ainda precisam passar por fases de testes e discussões regulatórias antes de serem incorporadas em definitivo.